# لي راين
لي راين (بالإنجليزية: Lee Ryan)‏ (ولد في 17 يونيو، 1983)، هو مغنٍ إنجليزي ينحدر من مدينة كنت. وهو عضو في فرقة الغناء البريطانية بلو.

## روابط خارجية
- لي راين على موقع IMDb (الإنجليزية)
- لي راين على موقع روتن توميتوز (الإنجليزية)
- لي راين على موقع ميوزك برينز (الإنجليزية)
- لي راين على موقع إن إن دي بي (الإنجليزية)
- لي راين على موقع أول ميوزيك (الإنجليزية)
- لي راين على موقع ديسكوغز (الإنجليزية)
- لي راين على موقع قاعدة بيانات الفيلم (الإنجليزية)